# Eques (Gladiator)

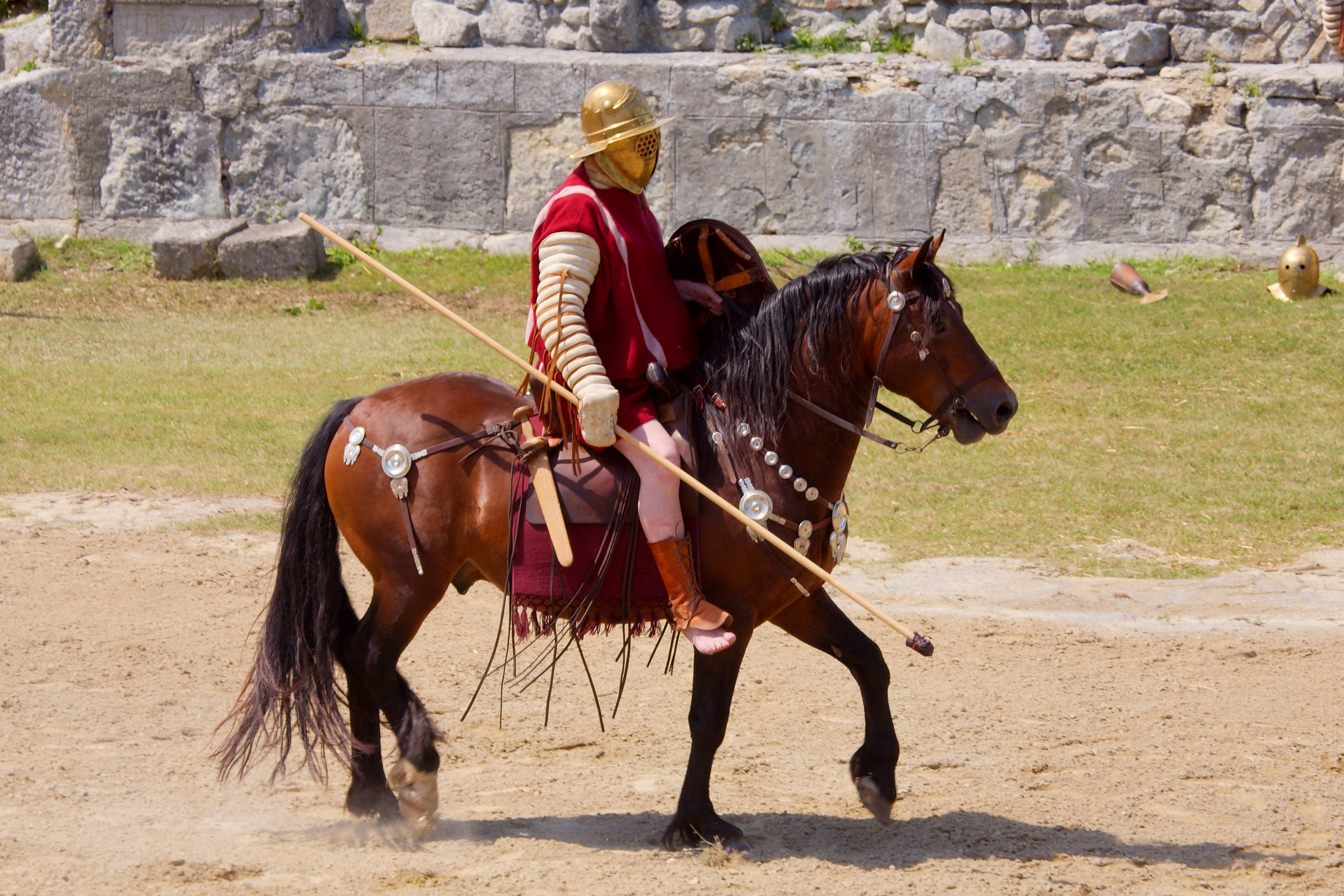
Rekonstruktion während einer Veranstaltung in Carnuntum

Der eques (lateinisch für Reiter) war ein berittener, leichtbewaffneter römischer Gladiator. Die Identifizierung des eques hat große Schwierigkeiten bereitet, weil ihn fast alle Abbildungen abgesessen zeigen, in der entscheidenden Phase des Kampfes.
Zu weiteren Gladiatoren siehe: Gladiatorengattungen.

## Ausrüstung und Bewaffnung
Der eques war leichtbewaffnet. Als Waffen führte er eine Lanze und ein Schwert mit sich. Seine Rüstung beschränkte sich auf einen attisch-böotischen Helm, einen Armschutz am Schwertarm (manica) und einen mittelgroßen Rundschild (parma). Bekleidet war er mit einer Tunika.

## Gegner

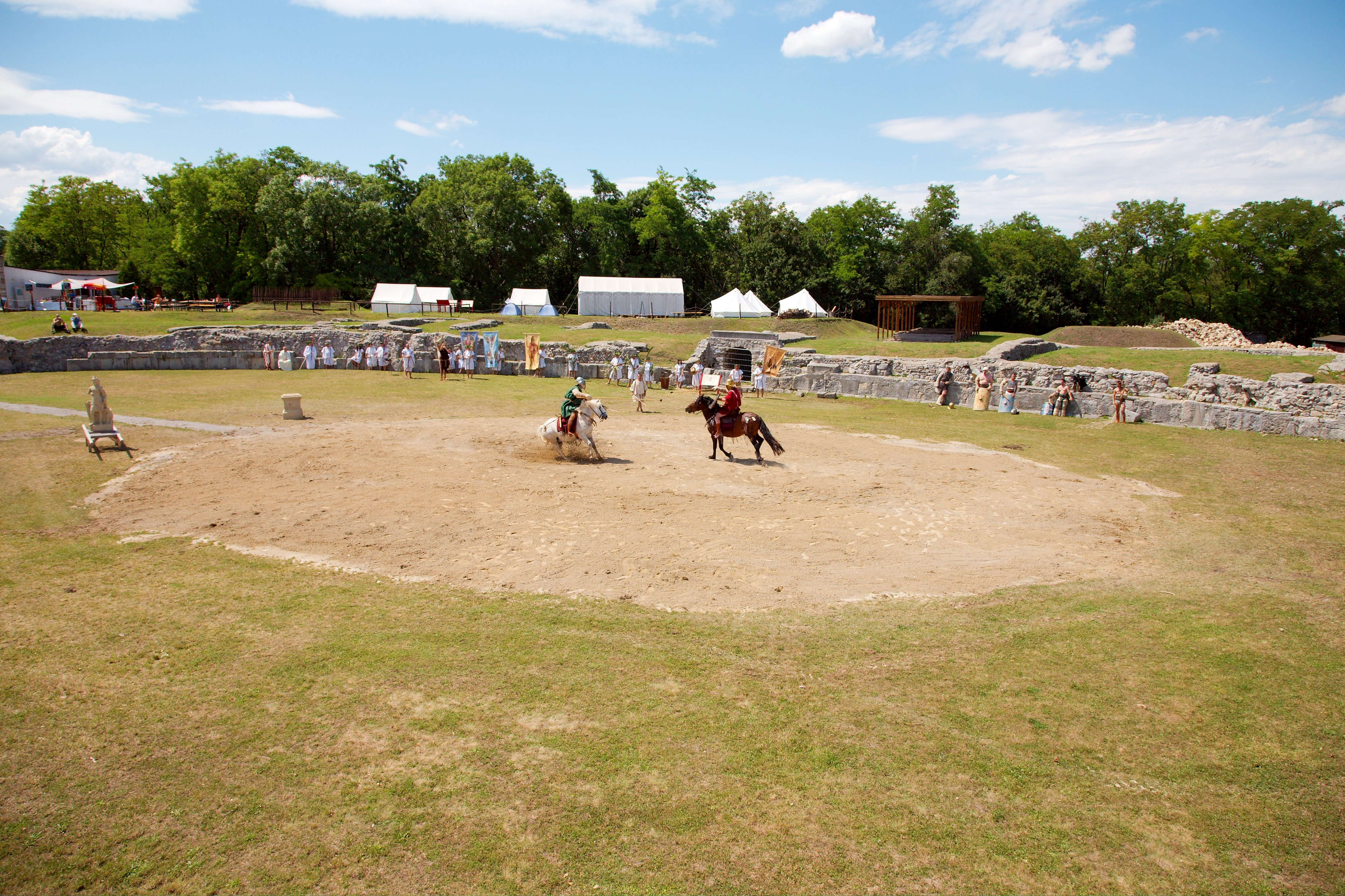

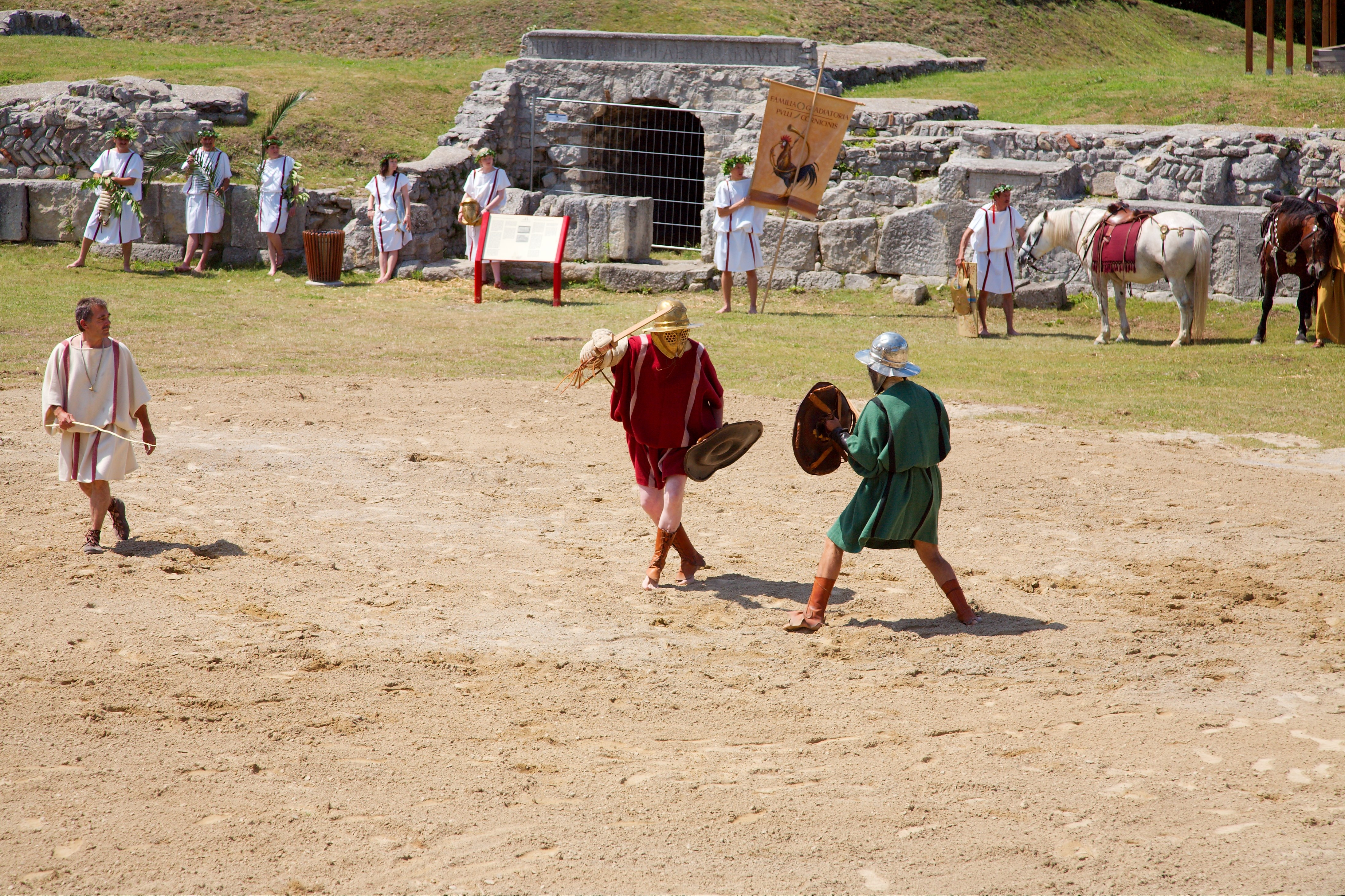

Der eques kämpfte immer gegen andere equites, zuerst zu Pferd mit der Lanze, dann abgesessen mit dem Schwert.